# Махно (ім'я)
Махно — старовинний варіант імені Максим, утворений суфіксом -хн(о). Широко розповсюджений в Україні, Білорусі та західних областях Росії. Аналогічно утворені імена, які пізніше стали прізвищами — Дахно (від Данило), Сахно (Олександр), Олехно (від Олексія), Вахно (від Василя або Івана). Нащадки часто носили прізвища утворені за допомогою суфікса -енк(о): Михненки, Дахненки, Сахненки, Вахненки тощо.